# كفر الطون
كفر الطون بلدية في منطقة حماة التابعة لمحافظة حماة.
ترتبط مع الطريق الرئيسي حماة – الغاب بطريق معبدة و بطول 1.5 كم و مع قرية تيزين التي تقع إلى الجنوب منها بطريق معبّدة بطول 4 كم و مع قرية الشيحة التي تقع إلى الشرق منها بطريق معبد زراعي بطول 3.5 كم و مع قرية تلسكين النهر التي تقع غرب القرية بطريق معبدة زراعية بطول 5 كم.
تقع قرية كفر الطون في منطقة السهول الداخلية وبقرب الجبال الغربية ولا توجد حولها أراضي غير قابلة للزراعة باستثناء رقعة من الأرض تقع إلى الشمال الغربي من القرية و هي منطقة حفريات ذات تربة بيضاء. مناخ القرية حار صيفا و بارد شتاء.
تبلغ الكثافة السكانية 50 نسمة في الهكتار.

## المرافق والخدمات
يوجد في القرية مدرسة إعدادية حلقة ثانية إناث و ذكور و مدرسة ابتدائية حلقة أولى إناث و ذكور كما أنه يوجد روضة أطفال / زينة الدنيا / تم إنشاؤها من قبل وزارة التربية في العام 2008 و باشرت بالدوام الفعلي في بداية العام 2009 و هي تستوعب 180 طفلا من الأعمار 3 سنوات فما فوق. القرية مغطاة بشبكة كهرباء بشكل كامل. تتبع هواتف القرية إلى مقسم قرية تيزين /الهاتف الآلي/ و هي تغطي حوالي 50% من منازل القرية و الباقي عن طريق هواتف لاسلكية عن طريق محطة معرين الجبل.
تم إحداث بلدية كفرالطون بموجب القرار رقم / 87 / تاريخ 27 / 7 / 2008 الصادر عن المكتب التنفيذي لمحافظة حماه
و يتبع لها قرية كفرعميم وعدة مزارع مجاورة وهي مزارع أبي الفداء والحموي والنويهر وزعزوع، و تبعد عن قرية كفرالطون 8 كم باتجاه الغرب.